# خاندان کی توکوگاوا
خاندان کیشو توکوگاوا، خاندان کیشو (به ژاپنی: 紀州徳川家 きしゅうとくがわけ) یکی از توکوگاوا گوسانکه (سه خاندان برجسته)، شعبه‌ای از خاندان توکوگاوا بود.
شوگون چهاردهم از شوگون‌سالاری توکوگاوا، توکوگاوا ایه‌موچی از خاندان کیشو توکوگاوا بود و بعد به فرزندخواندگی خاندان شیمیزو توکوگاوا درآمد.

## شجره
راهنمای استفاده
1. خطوط یکپارچه کودکان بیولوژیکی هستند، خطوط نقطه چین فرزندان فرزندخوانده هستند.
2. "پررنگ" نشان دهنده رئیس خانواده (عمومی) است. اعداد به ترتیب جانشینی هستند.
3. دختران و افرادی که در اوایل کودکی فوت کرده‌اند حذف شده‌اند.